# Høstmørke
Høstmørke es el segundo álbum de estudio del proyecto de black metal noruego Isengard. Fue lanzado el 3 de julio de 1995.
En este álbum, que a la postre resultaría ser el último trabajo de Fenriz en Isengard, se puede apreciar como la banda se acentúa en un estilo que agrupa el death, black, thrash, doom y folk metal. Aldrahn y Vicotnik, de Dødheimsgard, participan también como vocalistas en el álbum.
En el año 2000, Black Witchery Records lanzaría un bootleg, un disco de vinilo que incluía las canciones de Høstmørke y el demo Spectres over Gorgoroth. El 25 de octubre de 2010, el álbum fue relanzado en 2 CD, el segundo con comentarios del propio Fenriz respecto al álbum. Peaceville Records relanzaría el álbum como un LP en enero del 2013.

## Lista de canciones
| N.º | Título                        | Duración |  |
| 1.  | «Neslepaks»                   | 5:31     |  |
| 2.  | «Landet og havet»             | 1:07     |  |
| 3.  | «I kam med Kvitekrist»        | 4:57     |  |
| 4.  | «I ei gran borti nordre åsen» | 3:43     |  |
| 5.  | «Over de syngende øde moer»   | 5:52     |  |
| 6.  | «Thornspawn Chalice»          | 8:10     |  |
| 7.  | «Total Death»                 | 02:50    |  |

## Créditos

### Isengard
- Fenriz - Voz, todos los instrumentos.

### Colaboraciones
- Aldrahn - Voz
- Vicotnik - Voz